# P-model
 (janvier 2019).
Si vous disposez d'ouvrages ou d'articles de référence ou si vous connaissez des sites web de qualité traitant du thème abordé ici, merci de compléter l'article en donnant les références utiles à sa vérifiabilité et en les liant à la section « Notes et références ».
P-Model (aussi écrit P-MODEL ou P. Model) était un groupe de rock électronique japonais fondé en 1979 avec comme leader l'interprète et compositeur Susumu Hirasawa. Depuis, les membres du groupe ont tous changé sauf Hirasawa qui en reste le seul membre permanent (jusqu'à la séparation officielle du groupe P-Model en 2000). Plusieurs de ses anciens membres ont sorti des albums solo ou travaillent ensemble sur d'autres projets. Hirasawa, pour sa part, reprend le groupe en solo sous le nom Kaku P-Model.

## Membres

### Derniers membres
- Susumu Hirasawa – guitare, chant, synthétiseur, programmation (1979 – 2000; 2004 – 2005, 2013 – 2014, puis 2018 en tant que Kaku P-Model)
- Hajime Fukuma (1994 – 2000; janvier 2014)
- Kenji Konishi (1994 – 2000)

### Anciens membres
- Yasumi Tanaka (1979 – 1983; 2013)
- Sadatoshi Tainaka (1979 – 1984; 1987 – 1988 )
- Katsuhiko Akiyama (1979 – 1980; 1991 – 1993)
- Tatsuya Kikuchi (1980 – 1984)
- Shunichi Miura (1983 – 1985)
- Tadahiko Yokogawa (1984 – 1985)
- Yasuhiro Araki (1984 – 1987)

- Teruo Nakano (1986 – 1988)
- Yoshikazu Takahashi (1986 – 1987)
- Hikaru Kotobuki (1987 – 1988; 1991 – 1993)
- Yasuchika Fujii (1991 – 1993)
- Wataru Kamiryō (1994 – 1997)
- TAINACO (1997 – 2000)

## Discographie

### Albums originaux
- In a Model Room (1979)
- Landsale (1980)
- Potpourri (1981)
- Perspective (1982)
- Unauthorized Music Collection (1983)
- Another Game (1984)
- Scuba (1984)
- Karkador (1985)
- One Pattern (1986)
- P-Model (1992)
- Big Body (1993)
- Fune (1995)
- Electronic Tragedy: Enola (1997)
- Music Industrial Wastes:P-MODEL or Die (1999)

### Dernier Album
Sous le nom Kaku P-Model (devenu un groupe solo), sort en octobre 2004 Vistoron (album très influencé par le roman de George Orwell 1984).